# Centro colegial de desarrollo de material didáctico
El Centre collégial de développement de matériel didactique (Centro colegial de desarrollo de material didáctico) (CCDMD) es un centro de producción de material didáctico informatizado y de documentos impresos concebidos para el personal docente y los alumnos del conjunto de la red colegial de Quebec, administrado por el colegio de Maisonneuve.

## Historia
El CCDMD se fundó en 1993 de resultas de una importante reestructuración de la Dirección general de la enseñanza colegial de Quebec.  Anteriormente era una división del ministerio de la Educación, llamada Servicio de desarrollo de material didáctico, cuya función era la de brindar un apoyo pedagógico, técnico y financiero a los docentes de la red colegial deseosos de producir material didáctico de calidad, impreso o informatizado. Cuando su admininistración se confía al colegio de Maisonneuve, en 1993, se convierte en el CCDMD.
El centro es financiado principalmente por el ministerio de la Educación, del Ocio y del Deporte de Quebec y algunos de sus servicios gozan también del beneficio del Acuerdo Canada-Quebec relativo a la enseñanza en la lengua de la minoría y a la enseñanza de lenguas segundas.

## Funciones
La función del CCDMD es la de asegurarse de que los alumnos y los docentes de la red colegial de Quebec tengan a su disposición material pedagógico de calidad, en francés y en inglés, y de contribuir a la elaboración de dicho material implicándose en las diversas etapas de su producción. La mayor parte de los documentos producidos por el CCDMD son ejecutados o por docentes de la red colegial , o por especialistas del exterior de la red apoyados por un miembro del cuerpo profesoral y la dirección de estudios de un colegio. Cada año, de noviembre a marzo, se efectúa una solicitud de proyectos, en la que cualquier docente o profesional de uno de los 48 colegios públicos o de los 22 colegios particulares de Quebec deseoso de presentar un proyecto de desarrollo de material didáctico tiene la posibilidad de hacerlo, llenando el formulario de presentación.

## Recursos disciplinarios
El CCDMD produce material dirigido a los alumnos inscritos en una gran variedad de cursos y programas así como documentos cuyo principal objeto es el perfeccionamiento del francés o del inglés.  Su catálogo cuenta con más de 200 recursos educativos, un fondo de libros considerable y un valioso patrimonio educativo.

### El sitio de perfeccionamiento del francés
De resultas del establecimiento, en 1989, del plan de acción para el perfeccionamiento y la promoción del francés en los establecimientos de enseñanza colegial, el Servicio de desarrollo de material didáctico de entonces crea el «programa de francés». Hoy en día gran parte de los documentos producidos por el CCDMD tienen por objeto el perfeccionamiento del francés. Su sitio pone centenares de recursos a la disposición de los centros de apoyo al francés de la red colegial, de los docentes, de los tutores y de los estudiantes.
El material didáctico está muy desarrollado: se proponen juegos pedagógicos, cápsulas lingüísticas, diagnósticos, recorridos guiados, estrategias de repaso así como ejercicios interactivos.
El material de imprimir contiene también un conjunto de documentos muy completo que proporciona tanto instrumentos pedagógicos como ejercicios como ejercicios de gramática e información sobre el examen de francés.
Desde el 1995, el CCDMD también publica el boletín Correspondance, tres veces al año. Es un lugar de intercambio para todos los que se preocupan por el perfeccionamiento del francés en la red colegial.

### El LearningCentre
La parte de habla inglesa del CCDMD nació en 2005 y ha dado luz a su vez, en 2006, a una sección del sitio Internet dedicada específicamente al perfeccionamiento del inglés, el Learning Centre. Esta sección propone, entre otras, bajo la forma de ejercicios, de lecturas, de ejercicios dirigidos, de actividades interactivas, de material audio y video:
- estrategias de repaso y de corrección de textos en inglés;
- ejercicios y consejos para aprobar el English Exit Exam (o Ministerial Examination of College English), el equivalente del examen uniforme de francés que todos los estudiantes inscritos en un colegio de habla inglesa tienen que pasar y aprobar para conseguir su diploma de estudios colegiales;
- una versión Web del repertorio de los mejores sitios para el perfeccionamiento del inglés dotada de un motor de búsqueda;
- una gran cantidad de recursos útiles para los alumnos tanto de los colegios de habla inglesa como los de habla francesa.

La función del Learning Centre es la de permitir a los estudiantes que desarrollen su competencia de lectura y comprensión en inglés y su capacidad de escribir y expresarse oralmente en inglés, así como la de proporcionar material didáctico de calidad a los docentes .

### Le monde en images
Le monde en images (El mundo en imágenes) es un repertorio creado para satisfacer la inmensa necesidad de utilizar fotografías, ilustraciones y videos libres de derechos de autor para la elaboración de material didáctico de calidad. Al principio el sitio es El Quebec en imágenes pero muy pronto, por la proximidad virtual que ofrece Internet y el aumento creciente de intercambios culturales, el proyecto se amplifica y da origen al fondo documental Le monde en images, un recurso constantemente enriquecido por numerosos usuarios y copartícipes que consienten en compartir sus medios. Sus objetivos principales son:
- ofrecer gratuitamente un espacio de gestión y conservación para fotografías, ilustraciones y videos de todo tipo (artístico, documental, pedagógico, científico, etc.);
- recoger una parte significativa de los medios realizados en el ámbito de todas las actividades de los colegios: demostraciones, conferencias, investigaciones, trabajos, producciones artísticas, períodos de prácticas en el extranjero, prácticas ejemplares, etc.
- elaborar álbumes temáticos para enfocar mejor las dimensiones tocadas en las obras;
- favorecer los intercambios entre los usuarios permitiéndoles votar por un medio, compartirlos con los sitios sociales y comentarlo.

### Netquiz Pro
Netquiz Pro es un software que permite construir ejercicios o pruebas en Internet, sin programación ni conocimiento del lenguaje HTML. Se trata en efecto de un creador de software para Internet/Intranet que genera todos los componentes del juego-cuestionario en una carpeta que basta con instalar en un servidor.

### NetSondage
El software NetSondage es un editor de cuestionarios que pueden depositarse en Internet. Permite la creación de nueve tipos de preguntas (asociación, elección múltiple, de tipo escala Likert, etc.). Estas preguntas pueden incluir texto, imágenes, sonido, video e hiperenlaces Web y pueden configurarse de diferentes modos. Los cuestionarios producidos por NetSondage pueden personalizarse según las necesidades del usuario.

### El CCDMD en iTunes U
El CCDMD se afilió a iTunes University (iTunes U) en diciembre de 2010. Se trata del primer organismo colegial que ha hecho disponible en esta plataforma de difusión contenido educativo y es el tercer establecimiento de enseñanza en el Quebec en afiliarse a ella, tras la Université de Montréal  y  Université McGill. El CCDMD difunde allí videos de seis de sus productos y así les permite a los profesores y a los estudiantes el acceso en cualquier momento y gratis a contenidos educativos visuales y sonoros. Los ficheros pueden consultarse, telecargarse o visionarse donde uno quiera, en un puesto de trabajo MacOS o Windows, o en un reproductor de audio digital; también están disponibles interfaces adaptados a los iPad y iPhone.